# Остров Рождества (Кирибати)
О́стров Рождества́ или Кри́стмас, в зарубежной литературе — Киритимати (англ. Christmas Island, кириб. Kiritimati) — атолл в архипелаге Лайн, принадлежит Кирибати. Находится в 285 км от острова Табуаэран, 2500 км от Гонолулу, в 2700 км от Таити. Площадь суши — 388,39 км². Площадь лагуны — 324 км². Высота над уровнем океана: 13 м.
Остров Рождества — самый большой в мире атолл, если не принимать в расчёт «более крупные кольцевые рифовые структуры, образующие островные барьерные рифы или почти атоллы». Площадь атолла 321 км² (площадь суши). На острове одна из самых высоких концентраций морских птиц в мире. На атолле пять закрытых территорий.
Во время Второй мировой войны остров был занят союзными войсками, была построена взлётно-посадочная полоса. В 1956—1958 годах в 50 км от острова Великобритания проводила испытания ядерного оружия. Многие сооружения были разрушены, но сохранившаяся инфраструктура позволила сделать из Киритимати административный центр островов Лайн.
Остров Рождества имеет двух представителей в парламенте страны. Здесь также находится Министерство островов Лайн и Феникс.

## Физическая структура
Отдельные плоские островки атолла имеют коралловое происхождение, а сам риф уходит под воду на глубину 30-120 м и опирается на вулканические скалы. У атолла очень большая приливная лагуна площадью 16 000 га, которая соединена с океаном на северо-западе. В восточной части острова имеется несколько сотен маленьких лагун площадью 16 800 га, не имеющих выхода в море. Солёность воды в этих лагунах сильно различается. В лагунах расположены сотни маленьких островков. Уровень суши различается в течение дня: во время прилива многие острова уходят под воду. На острове есть источники пресной воды с очень низкой солёностью и глубиной до 2 м. Высшая точка острова — возвышенность на вершине дюны, находящейся на северном побережье юго-восточного полуострова.
Остров Рождества лежит в субэкваториальной зоне. Средний годовой уровень осадков — 873 мм (при этом иногда от 177 до 2621 мм). Сезон дождей между мартом и апрелем. Самые жаркие дни в октябре-ноябре. Температура на острове в течение года меняется не сильно, среднегодовая — 24-30 °C. Ветры преимущественно восточные.

## Фауна и флора острова
Девственные леса острова ограничены тремя рощами пизонии большой (Pisonia grandis), достигающей высоты 10 м. Эти рощи находятся у юго-восточного мыса, у Моту-Табу и рядом с северо-западным мысом. Преобладающим низкорослым кустарником на острове является сцевола таккада (Scaevola taccada), образуя однородные заросли либо в сочетании с мессершмидией серебристой (Messerschmidia argentea) и сурианой приморской (Suriana maritima). В неглубоких лагунах преобладает суриана, вырастающая до 2 м. Мессершмидию можно встретить преимущественно на прибрежных равнинах. Сида (Sida fallax), достигающая высоты до 2 м, растёт на южной прибрежной равнине и везде на песчаных почвах. Гелиотроп аномальный (Heliotropium anomalum) образует чащи на побережье и на валунах острова. На юго-восточном мысе преобладают чащи с сидой, гелиотропом, бергавией ползучей (Boerhavia repens), портулаком жёлтым и тонкохвостником ползучим (Lepturus repens). Примерно 5200 га на западе острова засажено кокосовой пальмой (Cocos nucifera). Другие неместные растения были завезены человеком в XX веке.
В декабре 1960 года остров Рождества был объявлен птичьим заповедником в колонии Острова Гилберта и Эллис. Три островка — остров Кука, Моту-Табу и Моту-Упуа — были объявлены территориями с ограниченным доступом. В мае 1975 года заповедниками были снова объявлены территория острова Кука (19 га); остров Моту-Табу (3,5 га) с лесами пизонии; остров Моту-Упуа (19 га) с порослью мессершмидии, гелиотропа, сурианы, сцеволы и кокосовой пальмы; остров Нгаонтетааке (2,7 га) — островок в восточной части центральной лагуны; Северо-Западный мыс, место гнездования крачки. Доступ на эти территории строго запрещён, только с письменного разрешения.
На острове замечены 37 видов птиц, 20 из которых гнездятся на острове. Количество видов тропических птиц, обитающих на острове, самое большое в мире. Здесь можно встретить следующие виды птиц: белый тайфунник (Pterodroma alba), клинохвостый буревестник (Puffinus pacificus), рождественский буревестник (Puffinus nativitatis), белогорлая качурка (Nesofregetta albigularis), краснохвостый фаэтон (Phaethon rubricauda), масковая олуша (Sula dactylatra), красноногая олуша (Sula sula), большой фрегат (Fregata minor), малый фрегат (Fregata ariel), тёмная крачка (Sterna fuscata), очковая крачка (Sterna lunata), серая глупая крачка (Procelsterna cerulea), малая крачка (Anous minutus), белая крачка (Gygis alba). На острове Рождества самая большая в мире популяция тёмной крачки. На острове иногда попадается рубиновый лори-отшельник (Vini kuhlii). Из перелётных птиц здесь гнездятся бурокрылая ржанка (Pluvialis fulva), таитийский кроншнеп (Numenius tahitiensis), камнешарка (Arenaria interpres). В январе 1778 года на острове обитал один из видов песочника — Prosobonia cancellatus, но с тех пор его никто не встречал. На острове обитает птица полинезийская камышовка и рыба Xanthichthys greenei — эндемики Кирибати.
Единственное млекопитающее острова — малая крыса (Rattus exulans). Помимо этого встречается зелёная черепаха (Chelonia mydas) и козы.

## История острова

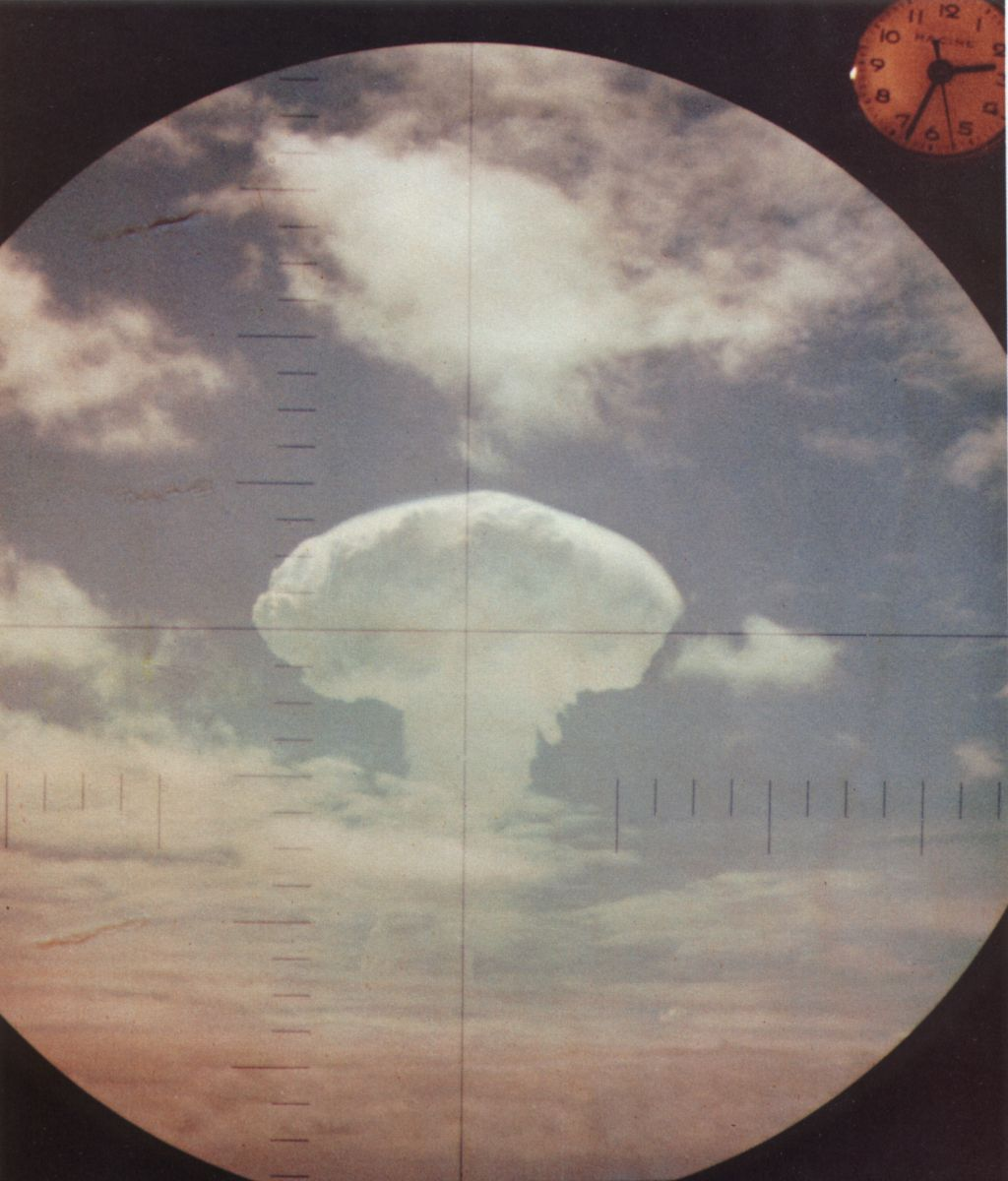
Взрыв водородной бомбы у Кирибати, снятый через перископ подводной лодки

- 24 декабря 1777 года — капитан Джеймс Кук и его корабли «Резольюшн» и «Дискавери» открывают остров, который 2 января Кук называет островом Рождества;
- 1834 год — на острове побывал экипаж с корабля «Тускан» (Tuscan);
- 10 октября 1836 года — корабль «Бритон» (Briton) под командованием капитана Джорджа Бенсона (Captain George Benson) терпит крушение у северо-восточного мыса острова;
- 1842 год — остров был исследован капитаном Дж. Скоттом (Captain J. Scott) с корабля британских ВМС «Самаранг» (Samarang);
- декабрь 1847 года — у острова разбивается бременский корабль «Моцарт»;
- 1857 год — остров был исследован капитаном Джоном Стетсоном (Captain John Stetson) на наличие гуано;
- ноябрь 1858 года — право на добычу гуано получает американская компания;
- 1865 год — с этого времени добычей фосфоритов на острове занимается вызвавшая экологическую катастрофу англо-австралийская компания. В настоящее время доказано, что фосфориты острова не относятся к гуано и никакого отношения к птицам не имеют[5];
- 17 марта 1888 года — остров временно аннексирован Британией для прокладки кабеля;
- 1911 год — на острове высадились японские браконьеры, которые убили тысячи птиц;
- 1919 год — остров аннексирован Великобританией повторно и включён в состав колонии Острова Гилберта и Эллиса;
- февраль 1937 года — на острове появляется британская радиостанция;
- 1950—1960 года — на острове находилась военная база Великобритании, следившая за испытанием ядерного оружия;
- май 1957 года — недалеко от острова была испытана первая британская водородная бомба;
- 1962 год — США в рамках проекта Доминик проводит 22 ядерных испытания.

## Населённые пункты острова и их численность
Численность населения по переписи 2005 года составляла 5115 чел., а по переписи 2010 года 5586 человек.
| № | Поселение (русск.) | Поселение (анг.)      | Население, чел. (2005) | Население, чел. (2010) |
| - | ------------------ | --------------------- | ---------------------- | ---------------------- |
| 1 | Табвакэа           | Tabwakea              | 1881                   | 2311                   |
| 2 | Лондон             | London                | 1829                   | 1879                   |
| 3 | Банана             | Banana (Banana Wells) | 1170                   | 955                    |
| 4 | Поланд             | Poland                | 235                    | 441                    |
|   | Всего              | Total                 | 5115                   | 5586                   |

## Экономика
В июне 1858 года остров стал территорией США и с тех пор на нём добывались фосфаты. В 1886 году на острове были высажены 18 000—20 000 кокосовых пальм и добыто 50 т жемчуга. В XIX веке на острове было высажено ещё 70 000 кокосовых пальм, из которых прижилось только 25 % из-за сильных засух. В период с 1905 по 1912 года остров был необитаем, но затем были снова возрождены плантации кокосовой пальмы. В настоящее время основная экономическая деятельность на острове — производство копры (государственная плантация занимает территорию размером в 5170 га). Сейчас также с острова поставляется охлаждённая океаническая рыба. В 1971 году Университетом Гавайских островов была предпринята попытка выращивать в лагуне острова рачков Artemia salina, но в 1978 году об этом проекте забыли. Недавно[когда?] осуществлён проект по производству соли из морской воды. В последние годы развивается туризм.

## Транспорт

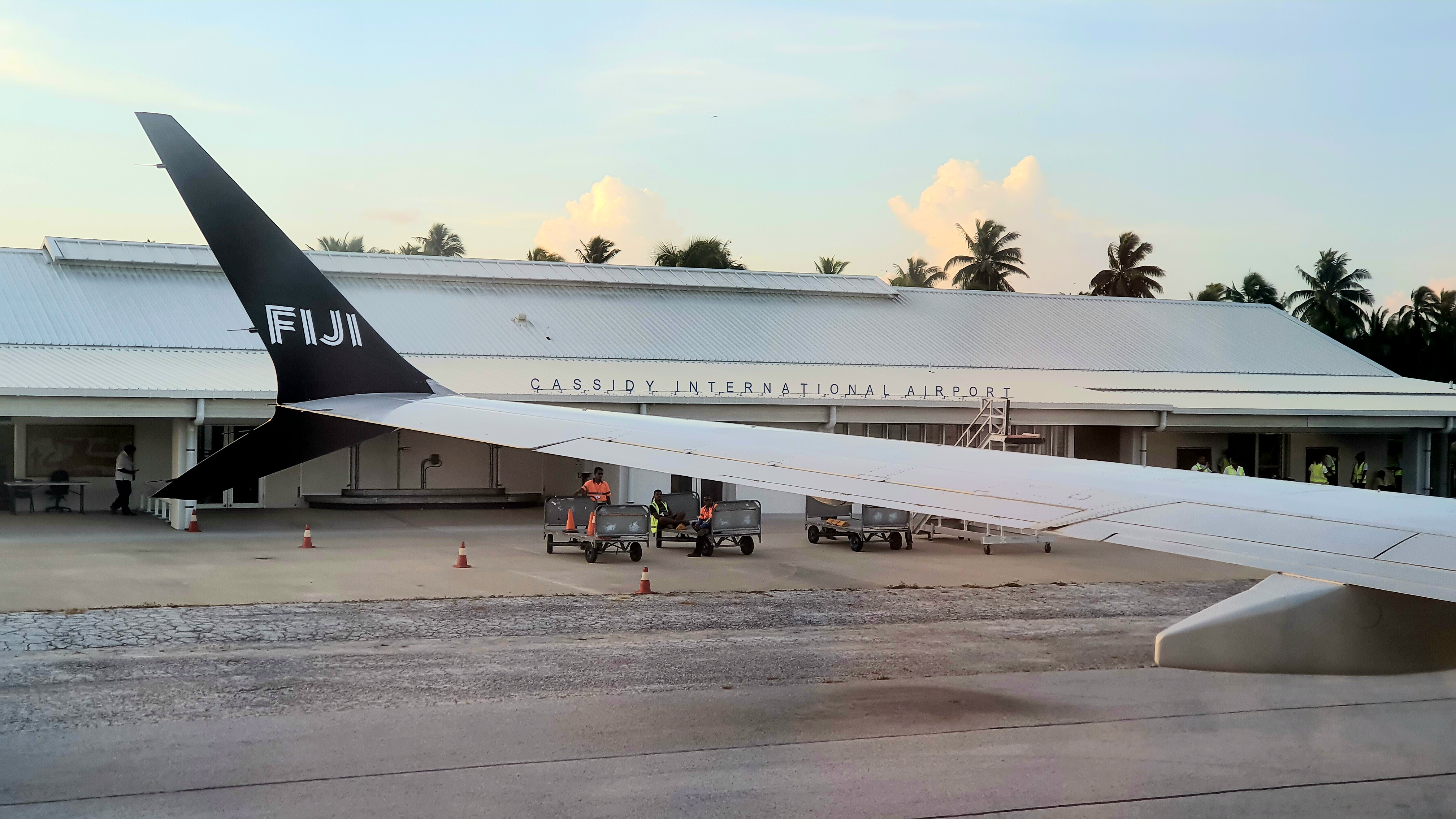
Аэропорт

На остров можно добраться еженедельными рейсами Fiji Airways из Нади (Фиджи) и Гонолулу (Гавайи,США).
Рейс Нади-Гонолулу выполняется по средам на самолетах Boeing-737-900 и совершает посадку для дозаправки в международном аэропорту Кассиди (CXI) на острове Рождества.
В октябре 2023 года начались еженедельные рейсы Nauru Airlines из Таравы на остров Рождества 

## Экологические проблемы
Кокосовые плантации оттеснили местную растительность примерно на трети острова. Уничтожено большое количество мессершмидии серебристой (Messerschmidia argentea) в ходе осуществления различных проектов. Помимо этого было завезено большое количество чужеземных растений. Плухея душистая (Pluchea odorata), завезённая на остров во время Второй мировой войны, широко распространилась на атолле и образовала многочисленные чащи. Якорец ладанниковый (Tribulus cistoides), тоже завезённый человеком, сейчас образует целые ковры, которые очень удобны для гнездующихся птиц. В 1978 году на острове было около 50 экзотических растений. В результате испытания ядерного оружия некоторые птицы потеряли способность к размножению, что пагубно влияет на популяцию морских птиц.
В XIX веке на острове появились кошки, которые также угрожают гнездующимся птицам. Число кошек доходит до 2000 особей. В результате 11 из 18 видов птиц гнездятся на островках лагуны, где ещё нет кошек. Попытки по отлову этих животных не приносят ожидаемых результатов, поэтому в последнее время устраиваются ловушки в деревнях, а жителям запрещено иметь нестерилизованных кошек.
Большую угрозу для гнездящихся крачек представляют свиньи, хотя в последнее время их численность удалось резко уменьшить.
Участились случаи браконьерской добычи морских птиц.